# Silkessäckspinnare
Silkessäckspinnare (Phalacropterix graslinella) är en fjärilsart som beskrevs av Jean Baptiste Boisduval 1852. Silkessäckspinnare ingår i släktet Phalacropterix och familjen säckspinnare. Arten är reproducerande i Sverige. Inga underarter finns listade i Catalogue of Life.

## Bildgalleri

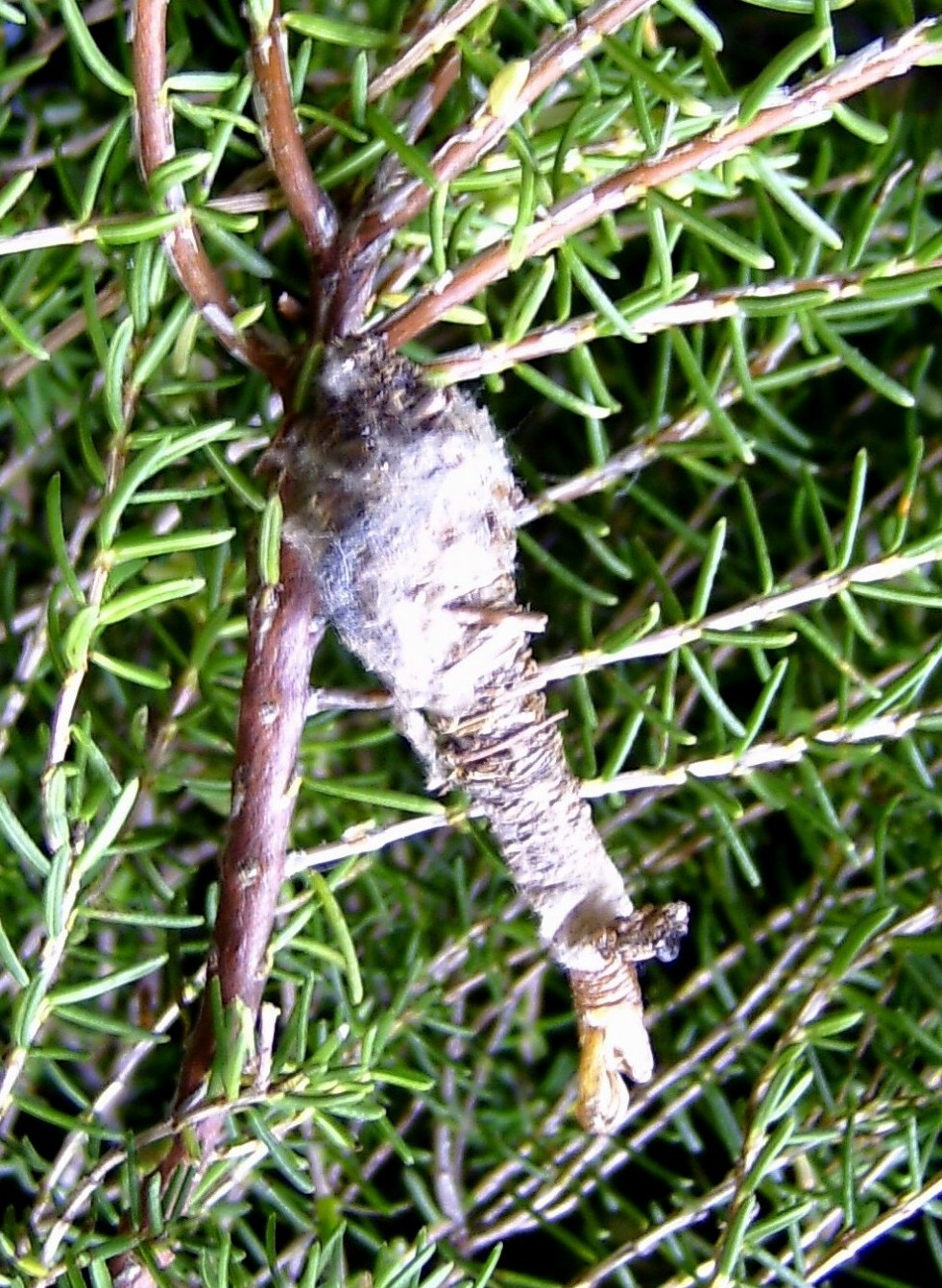